# Liste du patrimoine culturel immatériel de l'humanité en Mongolie
Cet article recense les pratiques inscrites au patrimoine culturel immatériel en Mongolie.

## Statistiques
La Mongolie ratifie la convention pour la sauvegarde du patrimoine culturel immatériel le 29 juin 2005. La première pratique protégée est inscrite en 2008.
En 2024, la Mongolie compte 17 éléments inscrits au patrimoine culturel immatériel, 10 sur la liste représentative et 7 nécessitant une sauvegarde urgente.

## Listes

### Liste représentative
Les éléments suivants sont inscrits sur la liste représentative du patrimoine culturel immatériel de l'humanité :
| Élément                                                                                            | Type | Subdivision | Année | Lien  | Notes | Illus. |
| -------------------------------------------------------------------------------------------------- | --- | ----------- | ----- | ----- | --- | ------ |
| L'Urtiin Duu, chants longs traditionnels populaires                                                | pratiques sociales, rituels et événements festifs arts du spectacle |             | 2008  | 00115 | Partagé avec la Chine |        |
| La musique traditionnelle du Morin Khuur                                                           | arts du spectacle |             | 2008  | 00068 | |        |
| L'art traditionnel du Khöömei mongol                                                               | arts du spectacle | Altaï       | 2010  | 00396 | |        |
| Le Naadam, festival traditionnel mongol                                                            | pratiques sociales, rituels et événements festifs |             | 2010  | 00395 | |        |
| L'artisanat traditionnel du ger mongol et les coutumes associées                                   | savoir-faire liés à l’artisanat traditionnel |             | 2013  | 00872 | |        |
| Le tir aux osselets mongol                                                                         | pratiques sociales, rituels et événements festifs |             | 2014  | 00959 | |        |
| La fauconnerie, un patrimoine humain vivant                                                        | connaissances et pratiques concernant la nature et l’univers |             | 2016  | 01708 | Partagé avec l'Allemagne, l'Arabie saoudite, l'Autriche, la Belgique, la Corée du Sud, la Croatie, les Émirats arabes unis, l'Espagne, la France, la Hongrie, l'Irlande, l'Italie, le Kazakhstan, le Kirghizistan, le Maroc, le Pakistan, les Pays-Bas, la Pologne, le Portugal, le Qatar, la Syrie et la Tchéquie |        |
| Le procédé traditionnel de préparation de l'aïrag dans un khokhuur et les coutumes associées       | savoir-faire liés à l'artisanat traditionnel pratiques sociales, rituels et événements festifs                                                                                               |             | 2019  | 01172 | |        |
| La migration nomade mongole et ses pratiques associées                                             | traditions et expressions orales pratiques sociales, rituels et événements festifs connaissances et pratiques concernant la nature et l'univers savoir-faire liés à l'artisanat traditionnel |             | 2024  | 02091 | |        |
| Nawrouz, Novruz, Nowrouz, Nowrouz, Nawrouz, Nauryz, Nooruz, Nowruz, Navruz, Nevruz, Nowruz, Navruz | pratiques sociales, rituels et événements festifs |             | 2024  | 02097 | Partagé avec l'Afghanistanl'Azerbaïdjan, l'Inde, l'Irak, l'Iran, le Kazakhstan, le Kirghizistan, l'Ouzbékistan, le Pakistan, le Tadjikistan, le Turkménistan et la Turquie |        |

### Patrimoine immatériel nécessitant une sauvegarde urgente
La Mongolie compte 7 éléments listés sur la liste du patrimoine immatériel nécessitant une sauvegarde urgente :
| Élément                                                                                            | Type                                                         | Subdivision | Année | Lien  | Notes | Illus. |
| -------------------------------------------------------------------------------------------------- | ------------------------------------------------------------ | ----------- | ----- | ----- | ----- | ------ |
| La musique traditionnelle pour flûte tsuur                                                         | arts du spectacle                                            |             | 2009  | 00312 |       |        |
| Le Biyelgee mongol, danse populaire traditionnelle mongole                                         | arts du spectacle                                            | Khovd, Uvs  | 2009  | 00311 |       |        |
| Le Tuuli mongol, épopée mongole                                                                    | arts du spectacle                                            |             | 2009  | 00310 |       |        |
| La technique d'interprétation du chant long des joueurs de flûte limbe – la respiration circulaire | arts du spectacle                                            |             | 2011  | 00543 |       |        |
| La calligraphie mongole                                                                            | savoir-faire liés à l’artisanat traditionnel                 |             | 2013  | 00873 |       |        |
| Le rituel pour amadouer les chamelles                                                              | connaissances et pratiques concernant la nature et l’univers |             | 2015  | 01061 |       |        |
| Les pratiques traditionnelles mongoles de vénération de sites sacrés                               | pratiques sociales, rituels et événements festifs            |             | 2017  | 00871 |       |        |

### Registre des meilleures pratiques de sauvegarde
La Mongolie ne compte aucune pratique listée au registre des meilleures pratiques de sauvegarde.

### Liste indicative
Un élément est en instance de classement sur la liste représentative :
| Élément                                | Type                                              | Subdivision | Notes | Illus. |
| -------------------------------------- | ------------------------------------------------- | ----------- | ----- | ------ |
| Le kok-boru, jeu équestre traditionnel | pratiques sociales, rituels et événements festifs |             |       |        |